# Daniel Walther
Pour les articles homonymes, voir Walther.
Œuvres principales
- Les Soleils noirs d'Arcadie (1975)
- L'Épouvante (1979)
- Le Livre de Swa (2006)

Daniel Walther, né le 10 mars 1940 à Munster en Alsace et mort le 3 mars 2018 à Mulhouse, est un journaliste et un écrivain français de science-fiction et de fantastique.

## Biographie
Daniel Walther naît le 10 mars 1940 à Munster en Alsace,,. Il fait ses études à l'université de Strasbourg et à celle de Sarrebruck. Parfaitement bilingue français-allemand, il commence par des études pharmaceutiques puis linguistiques avant de composer des anthologies de science-fiction. Il écrit sa première nouvelle, Le Corps déballé, en 1963 avant d'écrire plus de 160 nouvelles de fantastique et de science-fiction. En 1976, il reçoit le Grand prix de l'Imaginaire pour son anthologie Les Soleils noirs d'Arcadie. Quelques années plus tard, en 1980, il se voit confier la direction de la collection Club du livre d'anticipation et celle de Galaxie-Bis pendant une dizaine d’années,.
Durant la même année, il reçoit à nouveau le Grand prix de l'Imaginaire du roman francophone pour L'Épouvante mais, malgré de nombreuses publications, il reste peu connu du grand public francophone,. Ses thèmes de prédilection sont l'érotisme et la révolte contre l'oppression des régimes politiques, le manque de liberté et la censure.
En parallèle, de 1973 à 2005, il est journaliste et chroniqueur à l’agence de Mulhouse des Dernières Nouvelles d'Alsace, où il écrit dans la rubrique littéraire ainsi que dans celles de la justice et de l’enseignement supérieur,. En 2006, il est victime d'un accident vasculaire cérébral, sans que cela affecte son cerveau, mais il se révèle être atteint d'un début de maladie de Parkinson. Au fil de son avancée, la maladie le pénalise dans ses relations sociales et Daniel Walther tombe en dépression nerveuse. Il publie néanmoins entre 2007 et  2010 le roman Îles Mécaniques qu'il considère comme étant une histoire très noire, le recueil Si Pâle, si Mince, si Morte, le livre La Musique de la Chair et enfin le roman Morbidezza Inc.
En 2013, la revue de science-fiction Galaxies-SF lui consacre, sous la plume de Richard Comballot, un dossier largement construit autour d'une interview détaillée : Une trajectoire à contre-courant, accompagnée d'une nouvelle inédite, de ses réponses au Questionnaire de Proust et d'une bibliographie exhaustive.
Il meurt le 3 mars 2018 à l'âge de 77 ans à Mulhouse,.

## Œuvres

### Romans
- Krysnak ou le complot, Denoël "Présence du futur", 1978.
- L'Épouvante, J'ai lu, 1979.
- Mais l'espace.. Mais le temps..., Fleuve noir Anticipation N° 1089 , 1981
- Happy end ou La nouvelle cité du soleil, Denoël, 1982.
- Le Livre de Swa, Fleuve noir, 1982 ; réédition éd. Éons, collection Futurs, 2006
- Le Destin de Swa, Fleuve noir, 1983.
- La Légende de Swa, Fleuve noir, 1983.
- Embuscade sur Ornella, Fleuve noir, 1983.
- Apollo XXV, Fleuve noir, 1983.
- La pugnace révolution de Phagor, Fleuve noir Anticipation N° 1317 , 1984
- La Marée Purulente, Fleuve noir, 1986 ; réédition au format numérique, FeniXX, 2015.
- Tigre, Fleuve noir, 1988.
- La Planète Jaja, Fleuve noir, 1989.
- Terre sans souffrance, Fleuve noir, 1995.
- Le Veilleur à la lisière du monde, Fleuve noir, 1998.
- La mort à Boboli, Phébus, 2000.
- Cité de la mort lente, éditions du Rocher "Novella SF", 2005.
- Morbidezza, inc., Black Coat Press , coll. Rivière Blanche, 2008.

### Recueils de nouvelles
- Requiem pour demain, Marabout "Science-fiction", 1976.
- Les Quatre saisons de la nuit, Nouvelles éditions Oswald, 1980.
- L'Hôpital et autres fables cliniques, Oswald, 1982.
- Cœur moite et autres maladies modernes, NéO, 1984.
- Sept femmes de mes autres vies, Denoël "Présence du futur", 1985
- Le Rêve du scorpion et autres cauchemars, NéO, 1987.
- Les Rapiéceurs de néant, Alfil, 1997.
- Les Mandibules et les dents, Les Belles lettres "Cabinet noir"; 1999.
- Ombres tueuses, Phébus, 2001.
- Baba Yaga et autres amours cruelles, Nestiveqnen, 2005.
- Le château d'Yf, A Contrario, 2005.
- Nocturne sur fond d'épées, Eons Fantasy, 2007.
- La musique de la chair, 2010

### Poèmes et chansons
- Les Aqueducs du temps, 1980 dans La Terre est bleue comme une orange, Éditions Ouvrières/Pierre Zech, Collection "Enfance heureuse", 1986.
- Cité no 12, 1983, dans La Terre est bleue comme une orange, Éditions Ouvrières/Pierre Zech, Collection "Enfance heureuse", 1986.
- Le Navire soleil, 1983 dans La Terre est bleue comme une orange, Éditions Ouvrières/Pierre Zech, Collection "Enfance heureuse", 1986.
- Les Démones, 19??, Revue Phénix no 17, 1989.
- Les Pourpres archers des villes, 19??, Revue Phénix no 17, 1989.

### Anthologie
- Le Livre d'or de la science-fiction : Science-fiction allemande - Étrangers à Utopolis (1980)

### Nouvelles
- Est-ce moi qui blasphème ton nom, Seigneur ? (1973)
- Le Procotole des mages de Lyon, dans l'anthologie Noirs complots, dir. Pierre Lagrange (avril 2003)
- Alice contre la Reine Noire, au sein de l'anthologie Mission Alice (2004 - pages 15 à 25).
- La musique de la chair, in Galaxies-SF N° 12 (mai 2011)[8]
- Réponse au questionnaire de Proust, in Galaxies-SF N° 21 (mars 2013)[8]
- Grenades (de cristal) dégoupillées, in Galaxies-SF N° 21 (mars 2013)[8]
- La reine jetée aux chiens (Jézabel), in Galaxies-SF N° 32 (mars 2015)[8]

## Récompenses
- Grand prix de l'Imaginaire en 1976 pour l'anthologie Les Soleils noirs d'Arcadie
- Grand prix de l'Imaginaire en 1980 pour le roman L’Épouvante.